# Caraceni
Caraceni es una sastrería italiana fundada en Roma en 1913 por Domenico Caraceni, considerado el padre de la sastrería italiana. En la década de 1930, la familia Caraceni llegó a tener talleres en Roma, Milán y París. El taller de París, dirigido por el hermano de Domenico, Augusto, cerró sus puertas cuando Mussolini le declaró la guerra a Francia.
Actualmente, existen varios negocios que operan bajo el nombre Caraceni. La tienda original sigue funcionando en un pequeño local en Roma, con un equipo muy reducido. Está dirigida por Tommy y Giulio Caraceni, sobrinos de Domenico. En Milán hay tres sucursales, todas fundadas por distintas ramas de la familia, y una de ellas incluso se proclama como el "auténtico Caraceni". Sin embargo, los entendidos consideran que la mejor de las sedes milanesas es A. Caraceni, actualmente dirigida por Mario Caraceni, hijo de Augusto. Los trajes que confeccionan allí son lo que se conoce como bench bespoke, es decir, hechos totalmente a mano, uno por uno, siguiendo un patrón diseñado especialmente para cada cliente.. 
Gianni Campagna, quien fue aprendiz en la Sartoria Domenico Caraceni de Milán, adquirió en 1998 los derechos de la etiqueta Sartoria Domenico Caraceni. Bajo ese nombre, su empresa confecciona costosos trajes a la medida desde el Palazzo Bernasconi, en Milán. Este negocio opera de forma independiente y no tiene relación con los otros talleres de sastrería bespoke Caraceni en Roma y Milán.

## Clientes notables
A lo largo de los años, las distintas sartorías Caraceni han confeccionado trajes para numerosas celebridades, entre ellas Tyrone Power, Humphrey Bogart, Gary Cooper, Cary Grant, Yves Saint Laurent, Gianni Agnelli, Diego Granese, Sophia Loren y el diseñador de moda Valentino Garavani . La marca Caraceni también es famosa por vestir a generaciones de reyes de Grecia e Italia, el Príncipe de Gales, el Príncipe Rainiero de Mónaco, el Primer Ministro italiano Silvio Berlusconi y Aristóteles Onassis .  Con el paso del tiempo, destacados diseñadores de moda internacionales como Ralph Lauren, Calvin Klein, Gianfranco Ferrè y Karl Lagerfeld han frecuentado el taller.  En los años 1950 y 1960, la marca A. Caraceni fue elegida por muchos en el círculo automovilístico italiano, incluidos Gianni Agnelli y Enzo Ferrari . 